# Музей древнего судоходства
Музей древнего судоходства (англ. Museum für antike Schifffahrt) — музей, основанный в Майнце в 1994 году в качестве филиала Майнцского романо-германского центрального музея.
В связи с тем, что в 1981/82 годах во время строительных работ у реки Рейн были найдены хорошо сохранившиеся остатки нескольких кораблей поздней античности, а именно так называемые римские корабли Майнцера, для которых потребовалось место для хранения и выставки. Были обнаружены два разных типа военного корабля древнеримского флота «Classis Germanica» и другие типы кораблей.
Музей занял здание бывшего центрального крытого рынка (до этого железнодорожное депо по ремонту поездов железной дороги Людвига Гессенского) недалеко от Южного вокзала. Рядом с ним был построен новый археологический центр. К нему примыкает мастерская, где посетители могут наблюдать, как сотрудники копируют старинные модели кораблей.